# Tōru Furuya
Tōru Furuya (jap. 古谷 徹 Furuya Tōru; ur. 31 lipca 1953 w Jokohamie) – japoński seiyū, związany z grupą Aoni Production. Najbardziej znany z roli Seiyi - głównego bohatera anime Rycerze Zodiaku, Amuro Raya z serii anime Gundam, a także Mamoru Chiby z Sailor Moon oraz Yamchy z Dragon Ball. Ponadto podkłada głos Mario w japońskich wersjach gier z jego udziałem.
Był przyjacielem innego seiyū Hirotaki Suzuokiego, który zmarł w 2006 na raka płuc. Przyjaźni się także z Shūichim Ikedą. Cała ta trójka współpracowała przy produkcji anime Gundam.

## Wybrana filmografia
Ważniejsze role są pogrubione.
- Błękitny ptak: Tyltyl
- Dragon Ball, Dragon Ball Z: Yamcha
- Kidō Senshi Gundam, Kidō Senshi Zeta Gundam, Kidō Senshi Gundam: Odwet Chara: Amuro Ray
- Sailor Moon: Mamoru Chiba
- Bleach: Shuren
- Dr. Slump: Kwaskoman
- Video Senshi Laserion: Takashi Katori
- Kimagure Orange Road: Kyousuke Kasuga
- Rycerze Zodiaku: Seiya
- Kidō Senshi Gundam 00: Narracja, Ribbons Almark (tutaj wystąpił pod pseudonimem Noboru Sōgetsu)
- Marvel: Ultimate Alliance: Daredevil
- Boukenger vs. Super Sentai, Kaizoku Sentai Gokaiger: Aka Czerwony
- Animacje z lat 80./90.: Mario